# 경기동서순환도로
경기동서순환도로(京畿東西循環道路)는 수도권제2순환고속도로의 마도 분기점 ~ 화성 분기점 구간을 건설하고, 휴게소와 같은 제반시설을 관리·운영하는 대한민국의 기업이다. 2021년 4월 28일부터 수도권제2순환고속도로의 마도 분기점 ~ 화성 분기점 구간을 30년간 관리운영한다.

## 역사
- 2016년 5월 16일: 회사 설립.
- 2017년 5월: 수도권제2순환고속도로 마도 분기점 ~ 화성 분기점 구간 착공
- 2021년 4월 28일: 수도권제2순환고속도로 마도 분기점 ~ 화성 분기점 구간 개통

## 같이 보기
- 수도권제2순환고속도로
- 경기고속도로
- 포천화도고속도로 (기업)
- 인천김포고속도로 (기업)
- 화성광주고속도로 (기업)